# 收支平衡点
收支平衡點（英語：Break-Even Point），又稱損益兩平點、盈虧平衡點，即為總收入等於總成本之銷貨水準，亦是利潤為零的銷貨水準，常用於管理會計的使用，是CVP分析中一項重要的指標。其意涵為企業之銷貨額(或量)至少要達到損益兩平點，否則企業將發生虧損，反之，若企業銷貨額(或量)超過損益兩平點，則能夠獲利。
計算損益兩平點常用的方法有三種：方程式法、邊際貢獻法和圖解法。

## 计算公式
收支平衡点销售额 ＝ 固定成本 ÷｛1－（变动成本 ÷ 销售额）｝
收支平衡点销售量  = 固定成本 ÷｛平均单价 ×（1－变动成本率）｝＝ 收支平衡点销售额 ÷ 平均单价
收支平衡点销售额 ＝ 固定成本 ÷（售價 - 平均變動成本）

## 图形表示

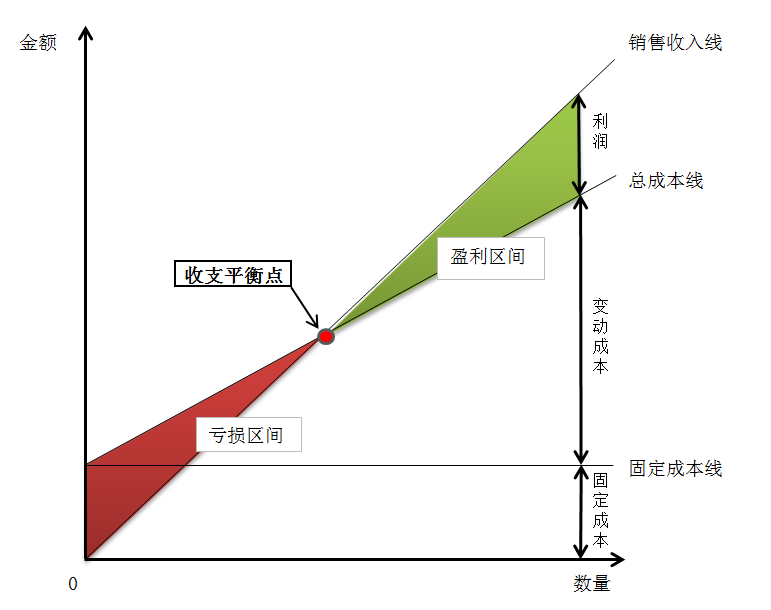
收支平衡点

收支平衡点在以数量为横轴、金额为纵轴的图中是销售收入线与总成本线的交点。